# 持明院基征
持明院 基征（じみょういん もとゆき、? - 慶長20年5月7日（1615年6月3日））は、安土桃山時代から江戸時代初期にかけての公家。
官位は従五位下侍従。

## 略歴
従四位上・左近衛権中将の持明院基久の子。
弟に河鰭基秀、富小路頼直（1611-1658）、妹に権大納言・持明院基定室、豊国神社社務・萩原兼従室、権大納言・持明院基時（1635-1704）室がいる。
慶長19年11月19日に 大坂冬の陣勃発すると公家でありながら父・基久や富小路良直と共に大坂に入城。
夏の陣における天王寺・岡山の合戦で戦死した。また、戦死せずに落ち延びたともいう。
持明院家は義弟で養子の基貞が継ぎ、以降栄えた。

## 系譜
- 父：持明院基久（1584-1615）
- 母：不詳
- 妻：不詳
- 養子
  - 男子：持明院基定（1607-1667） - 大沢基宿の次男